# Star Wars: Episodio III - La vendetta dei Sith (colonna sonora)
Star Wars Episode III: Revenge of the Sith (Original Motion Picture Soundtrack) è la colonna sonora del film Star Wars: Episodio III - La vendetta dei Sith composta da John Williams. È un album pubblicato per la prima volta il 3 maggio 2005 dall'etichetta discografica Sony Classical. Negli anni è stato ripubblicato anche come Star Wars: Revenge of the Sith (Original Motion Picture Soundtrack).
La musica è stata diretta da John Williams ed eseguita dalla London Symphony Orchestra e dal London Voices Choir.
Assieme al CD, che raccoglie 15 tracce, fu incluso il DVD Star Wars: A Musical Journey, contenente 16 video musicali tratti da tutti i film della saga e dai rispettivi album. Fra questi, l'unico relativo a La vendetta dei Sith e realizzato a partire da un tema musicale dell'album è A Hero Falls, sulle note del brano Battle of the Heroes.

## Composizione

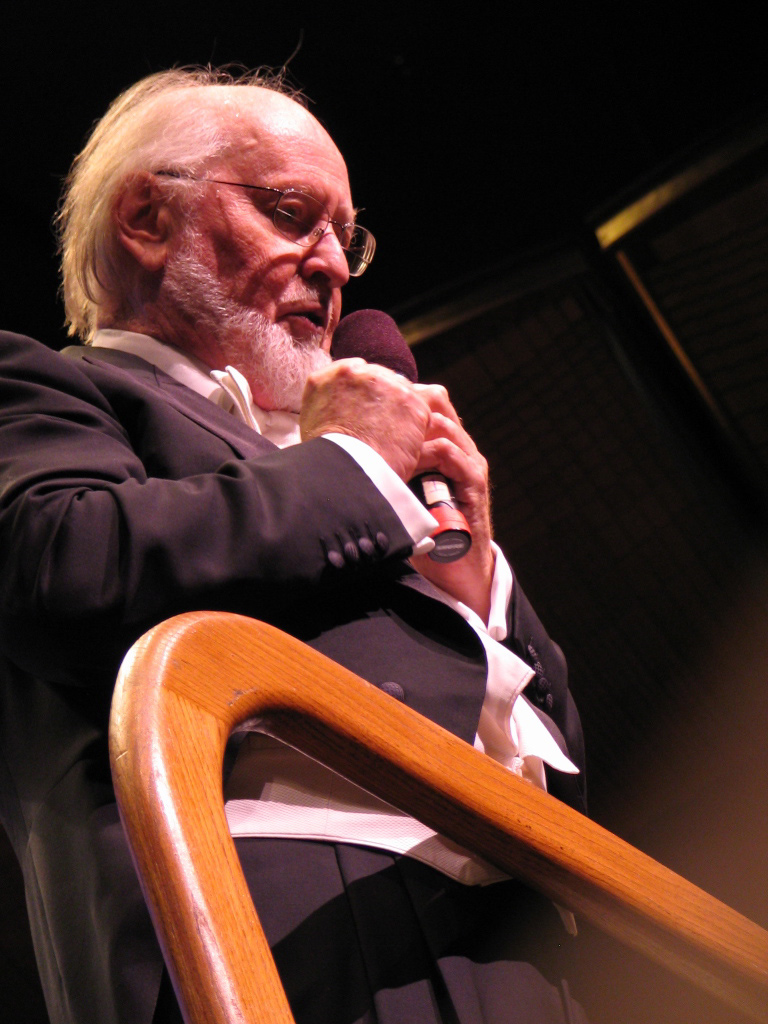
Il compositore John Williams

A realizzare la colonna sonora del film venne chiamato John Williams, artefice di tutte le musiche della serie. Già nel novembre del 2001, Williams descrisse le proprie intenzioni per l'ultimo episodio della saga: «George mi ha raccontato come finirà e quando l'ho sentito gli ho detto che si sbrigasse a farlo, perché sarà un finale favoloso». Dopo aver visionato la pellicola nel gennaio del 2005, il compositore si mise all'opera, avendo a disposizione dieci settimane per scrivere tutte le musiche.
«Il film è certamente il più cupo dei sei» disse Williams «ma la musica non deve necessariamente sottolineare l'oscurità o la rabbia degli eventi, quanto più, credo, potrebbe suscitare compassione negli occhi di chi guarda la caduta di un eroe verso il male». Williams limitò il riutilizzo dei temi classici al brano A New Hope, derivazione diretta delle sonorità del primo Guerre stellari e, su suggerimento di Lucas, Williams riprese la composizione di ispirazione religiosa Duel of the Fates, usato per il finale de La minaccia fantasma, integrandola nel duello tra Yoda e Palpatine, alla quale venne affiancata il nuovo tema centrale del film, Battle of the Heroes, un motivo dal ritmo sostenuto con una massiccia presenza di ottoni e di tonalità tragiche, perché «Quelli che stanno duellando sono amici». La colonna sonora mostrò una varietà di soluzioni inedite per la serie, come Padmé's Ruminations, una partitura lamentosa, creata con strumenti a corda, per rendere l'ansia e la disperazione del personaggio, o The Birth of the Twins and Padmé's Destiny, in cui il coro di campane tubolari esprime la gravità emotiva della situazione. A opera della London Symphony Orchestra, le registrazioni della colonna sonora si conclusero il 17 febbraio 2005, con un arrangiamento esteso di The Throne Room, una traccia originariamente apparsa in Guerre stellari. Alcuni membri dell'orchestra, come il trombettista Maurice Murphy, presente in tutti e sei i film della saga, si dissero molto commossi dell'occasione.

## Tracce
1. Star Wars / the Revenge of the Sith – 7:31
2. Anakin's Dream – 4:46
3. Battle of the Heroes – 3:42
4. Anakin's Betrayal – 4:04
5. General Grievous – 4:07
6. Palpatine's Teachings – 5:25
7. Grievous and the Droids – 3:28
8. Padmé's Ruminations – 3:17
9. Anakin vs. Obi-Wan – 3:57
10. Anakin's Dark Deeds – 4:05
11. Enter Lord Vader – 4:14
12. The Immolation Scene – 2:42
13. Grievous Speaks to Lord Sidious – 2:49
14. The Birth of the Twins / Padmé's Destiny – 3:37
15. A New Hope / End Credits – 2:45

## Star Wars: A Musical Journey
Star Wars: A Musical Journey è un DVD bonus, incluso nel cofanetto della colonna sonora. Il disco, della durata di 71 minuti, contiene una collezione di video musicali da tutti e sei i film della saga. La musica è stata rimasterizzata nel sistema audio Dolby Digital. Contiene inoltre un trailer del videogioco Star Wars Episodio III: La vendetta dei Sith. I vari filmati sono preceduti da un'introduzione facoltativa da parte dell'attore Ian McDiarmid.
Star Wars: A Musical Journey contiene i seguenti video, che sono stati assemblati per combaciare con la musica e contengono parti parlate:
1. A Long Time Ago — 20th Century Fox Fanfare / Star Wars Main Title
2. Dark Forces Conspire — Duel of the Fates (da La minaccia fantasma)
3. A Hero Rises — Anakin's Theme (da La minaccia fantasma)
4. A Fateful Love — Across the Stars (da L'attacco dei cloni)
5. A Hero Falls — Battle of the Heroes (da La vendetta dei Sith)
6. An Empire is Forged — The Imperial March (da L'Impero colpisce ancora)
7. A Planet that is Farthest From — The Dune Sea of Tatooine / Jawa Sandcrawler (da Una nuova speranza)
8. An Unlikely Alliance — Binary Sunset / Cantina Theme (da Una nuova speranza)
9. A Defender Emerges — Princess Leia's Theme (da Una nuova speranza)
10. A Daring Rescue — Ben's Death / TIE Fighter Attack (da Una nuova speranza)
11. A Jedi is Trained — Yoda's Theme (da L'Impero colpisce ancora)
12. A Narrow Escape — The Asteroid Field (da L'Impero colpisce ancora)
13. A Bond Unbroken — Luke and Leia (da Il ritorno dello Jedi)
14. A Sanctuary Moon — The Forest Battle (Concert Suite) (da Il ritorno dello Jedi)
15. A Life Redeemed — Light of the Force (da Il ritorno dello Jedi)
16. A New Day Dawns — Throne Room / Finale (da Una nuova speranza)

## Accoglienza
La colonna sonora ricevette recensioni molto positive da parte dei critici, che accostarono il lavoro di Williams alle opere sinfoniche di Claude Debussy e decretarono La vendetta dei Sith «Una delle colonne sonore che hanno reso Williams una leggenda. È un capolavoro che chiude la serie con alcuni dei momenti musicali più importanti nella storia del cinema».
In Spagna l'album ha raggiunto la prima posizione per sette settimane nella classifica rimanendo in classifica per 40 settimane ed ha raggiunto la nona posizione in Francia ed Australia, la decima in Germania, la dodicesima in Austria e la sedicesima in Italia. Il disco, inoltre, è stato scelto per far parte della classifica di Amazon.com "Top 100 Editor's Picks of 2005", alla posizione nº83.